# JR九州高速船
JR九州高速船（日语：／ JR Kyūshū Kōsokusen */?）是JR九州獨資經營的高速客輪公司，以「甲蟲號」品牌經營韓國釜山港至日本博多港、對馬島的跨國水翼船航線，於2005年8月1日起由JR九州船舶事業部改組而成。

## 歷史及背景
JR九州高速船前身為JR九州船舶事業部，負責九州地區鐵路與附近地區的渡輪接駁。1990年5月2日起，JR九州船舶事業部開始引入水翼船「長崎號」，行走長崎縣長崎荷蘭村至博多港鐵路接駁航線。
及後，更於翌年3月25日引進多一艘水翼船「甲蟲二號」，以加開日韓對馬海峽航線，「甲蟲號」航線開始營運。1992年3月25日，「長崎號」航線於長崎一端改為於豪斯登堡始發終到。
1994年3月31日，原「長崎號」水翼船改隸日韓國際航線，並易名為「甲蟲號」，長崎至博多國內航線相應停運。
2000-01年間，韓國大亞高速海運及未來高速公司分別加入開辦日韓國際航線，由此對馬海峽航線不再由JR九州單方面營運。
2005年8月1日，JR九州船舶事業部從分支單位改組為JR九州直屬子公司，是為JR九州高速船。兩個月後，正式啟用「JR九州高速船」品牌，轄下船隻名稱統一，改以「甲蟲X號」（ビートルX世）格式命名。
2011年11月1日，JR九州高速船加開釜山至對馬島航線。
2018年7月23日起，福岡至對馬市航線改由九州郵船經營，但繼續由JR九州高速船承運。
由於COVID-19爆發導致日本收緊入境檢疫政策，福岡及對馬航線自2020年3月9日起停航，並分別至4月30日及5月6日為止。及後，由於疫情仍未退卻，停航期一直延長至今。
甲蟲王后 Queen Beetle 福岡至釜山之國際航線已於2022年11月4日復駛 (https://www.jrbeetle.com/news/1390/ （页面存档备份，存于）)
2024年12月23日起，JR九州高速船由于无法保证船体安全的原因宣布永久停驶日韩国际航线。(https://www.jrbeetle.com/news/1861/ （页面存档备份，存于）)

## 服務航線
註：由於JR九州高速船是JR九州轄下獨立營運的公司，故日本鐵路周遊券（包括JR九州周遊券）一概不適用於上述航線。

## 船隊

### Jetfoil 929
川崎Jetfoil 929，為單體水翼船，27.44米長，164噸，定員200名（其中16名為Green Class貴賓包廂），搭載2具勞斯萊斯 Allison 501KF燃氣渦輪機為噴水推進器提供動力，以柴油為燃料，最高航速47節，由波音公司授權川崎重工業在日本建造，早於1990年已經引進。註冊地為福岡。
929-117型
| 船名              | 圖片 | 建造年份   | 定員  | 備註                         | 航速 （準確至個位數） |
| 甲蟲三號 Beetle 3 |      | 1988年10月 | 200人 | 曾於日本國內兩次易手         | 45節                  |
| 甲蟲一號 Beetle 1 |      | 1989年5月  | 200人 | 原名「長崎號」，1994年易名   | 45節                  |
| 甲蟲二號 Beetle 2 |      | 1990年2月  | 200人 | 首艘開通日韓國際航線的水翼船 | 45節                  |

### Austal三體船
Austal 83m，款式為穿浪雙體船，83.5米長，695噸，定員502人，航速37節，由日本設計師水戶岡銳治設計，並由澳洲Austal船廠建造，於2018年3月下訂，同年11月開工，原訂2020年7月15日首航（博多始發，終到釜山；但由於新型肺炎疫情，首航日期將會延遲；至2020年7月，新雙體船才開始進行海試），並與現有噴射船交替航行。註冊地為巴拿馬。
| 船名                  | 圖片 | 建造年份   | 定員  | 備註                                 | 航速（準確至個位數） |
| 甲蟲王后 Queen Beetle |      | 2018年11月 | 502人 | 預定2020年7月在福岡-釜山航線投入服務 | 37節                 |

## 已易手船隊
1.川崎Jetfoil 929
- 甲蟲五號（Beetle 5），1995年建造，服役期2006-2014，於2015年轉售予東海汽船，易名為七島大漁

## 意外
- 2016年1月8日，其中一艘從釜山開往福岡的「甲蟲號」水翼船在離釜山16公里的外海撞到海洋生物，導致8名乘客受輕傷；事後船隻折返釜山港。
- 2016年1月20日，其中一艘從釜山開往福岡的「甲蟲號」水翼船在離福岡小呂島以北14公里的外海撞到海洋生物，導致1名乘客受輕傷；事後船隻延遲2小時才到達博多港。

## 外部連結
- JR九州高速船公司網頁